# 浮田秀仲
浮田 秀仲（うきた ひでなか、生年不詳 - 天明7年4月30日（1787年6月15日））は、江戸時代後期の人物。八丈島に配流となった宇喜多一族。通称は、文大夫、茂吉、半平。父は浮田秀誉。子に秀音、デゴ、ナカ、他娘2名。兄弟に平兵衛、半三郎。

## 生涯
浮田半平家の当主浮田秀誉の子として生まれる。
安永5年（1776年）、父秀誉の死去により家督を継ぐ。
天明7年4月30日（1787年6月15日）に死去（戒名、正道信士）したが、その3日前の4月27日には、妻と娘2名（デゴ、ナカ）が死去しているという不自然さから、秀仲及びその妻・娘らの死には特別な事情があったことを窺わせる。
浮田半平家の家督は、幼少であった子・秀音が継ぎ、一族の浮田継繁（浮田継成の子）がその後見となった。